# Wspomnienie (film)
Wspomnienie (tytuł oryginalny: Спомен) – bułgarski film fabularny z roku 1974 w reżyserii Iwana Niczewa.

## W rolach głównych
- Iwan Arszinkow jako Miłczo
- Katia Paskalewa jako matka
- Tadeusz Fijewski jako Nikołaj Wasiljewicz
- Wioleta Gindewa jako Miła
- Josif Syrczadżijew jako poeta
- Leda Tasewa jako nauczycielka
- Todor Todorow jako Szukri
- Anton Gorczew
- Łora Kremen
- Stefan Czołakow
- Swetozar Nedełczew
- Wasił Waczew
- Filip Malejew
- Miłka Popantonowa
- Władimir Smirnow
- Georgi Stojanow